# Douglas Wakiihuri
Douglas Wakiihuri (né le 26 septembre 1963 à Mombasa) est un athlète kényan spécialiste du marathon.

## Carrière
En 1987, il remporte l'épreuve du marathon des Championnats du monde de Rome, devançant le Djiboutien Ahmed Salah et l'Italien Gelindo Bordin. Il établit en 2 h 11 min 48 s la meilleure performance de sa carrière sur la distance. L'année suivante, Douglas Wakiihuri se classe deuxième des Jeux olympiques de Séoul, derrière Gelindo Bordin.
Il remporte l'épreuve du marathon lors des Jeux du Commonwealth de 1990, à Auckland, en Nouvelle-Zélande.
Il remporte par ailleurs le Marathon de Londres 1989 et le Marathon de New York 1990.

## Palmarès

### Jeux olympiques
- Jeux olympiques de 1988 à Séoul :
  -  Médaille d'argent du Marathon

### Championnats du monde sur piste
- Championnats du monde d'athlétisme 1987 à Rome :
  -  Médaille d'or du Marathon

### Divers
- Vainqueur du Marathon de Londres 1989
- Vainqueur du Marathon de New York 1990